# Grodzisko w Jarantowie
Grodzisko w Jarantowie (także: Szaniec Szwedzki, Łyse Góry) – grodzisko zlokalizowane około półtora kilometra na północny wschód od wsi Jarantów (powiat kaliski), w dolinie Czarnej Strugi, na wschód od drogi polnej do Filutowa i Jarantowa-Kolonii.
Grodzisko datowane jest na przełom X i XI wieku. Pierścieniowaty wał zarośnięty jest drzewami. Wewnętrzna kotlina ma średnicę 16-22 metry. Otoczony jest dobrze zachowaną fosą. Obok grodu zostały odkryte pozostałości prahistorycznej osady. Gród związany był najpewniej ze szlakiem wiodącym z Kalisza przez Stawiszyn do Konina. Funkcjonował on prawdopodobnie stosunkowo krótko i został zniszczony przez pożar najpóźniej na przełomie X/XI wieku.
We wrześniu 1965 pomiary elektromagnetyczne (magnetometr protonowy) terenu wykonał R.E. Linington z Fundacji Lerici w Rzymie. W 1966 badanie te weryfikowano siłami polskich naukowców. Wykopy sondażowe odsłoniły wówczas szczątki konstrukcji skrzyniowych wału obronnego - zwęglone belki oraz skupiska kamieni. Pomiędzy kamieniami w jednym ze skupisk zalegała duża ilość fragmentów naczyń. Obiekt ten był zapewne paleniskiem. Materiał ceramiczny wykopany podczas badań reprezentował przede wszystkim formy charakterystyczne dla X wieku. Stwierdzono też obecność fragmentów naczyń lepionych ręcznie oraz materiału z XI—XII wieku.